# جوناثان موريرا
وإسمه الكامل جوناثان سيسيرو مورييرا (بالبرتغالية: Jonathan Cícero Moreira) وهو لاعب كرة قدم برازيلي في مركز الظهير الأيمن ولد في يوم 27 فبراير 1986 في مدينة كونسلهييرو لافاييتي في البرازيل يلعب حاليا مع نادي أتلتيكو باراناينسي وسبق له اللعب مع نادي فلومينينسي وإنتر ميلان في دوري إيطالي لعب سابقا مع نادي نادي كروزيرو و مع نادي سانتوس في البرازيل وأعير إلى بارما في 2013 ويبلغ طوله 170 سم.

## روابط خارجية
- جوناثان موريرا على موقع الاتحاد الدولي (مؤرشف)  (الإنجليزية)
- جوناثان موريرا على موقع الاتحاد الأوربي (الإنجليزية)
- جوناثان موريرا على موقع قاعدة بيانات كرة القدم.إي يو (الإنجليزية)
- جوناثان موريرا على موقع Soccerway.com (الإنجليزية)
- جوناثان موريرا على موقع عالم كرة القدم.نت (الإنجليزية)
- جوناثان موريرا على موقع AS.com (الإسبانية)